# Allerheiligenbergkapelle
Die Allerheiligenbergkapelle ist eine katholische Kirche im neugotischen Stil mit einem Chorturm auf einer 170 m hohen Bergkuppe bei Niederlahnstein.

## Geschichte
Die Allerheiligenbergkapelle wurde auf Initiative des damaligen Pfarrers Wolf und seines Kirchenvorstandes von 1895 bis 1901 nach Plänen des ehemaligen Limburger Diözesanbaumeisters und Architekten Max Meckel als Gedenkstätte für die Gefallenen des Deutsch-Französischen Krieges 1870/71 erbaut. An der Westseite der Kapelle, hinter dem Chor, befindet sich eine Kreuzigungsgruppe des Lahnsteiner Bildhauers und Kunstschnitzers Caspar Weis (1849–1930) aus dem Jahr 1901. Auch das Heilige Grab in einer Grotte darunter stammt aus seiner Werkstatt und wurde von der Unternehmerfamilie Christian Sebastian Schmidt aus Lahnstein gestiftet. 1987 bis 1989 erfolgte die Renovierung der Außenanlagen einschließlich der Kreuzigungsgruppe und der Grotte. Im Rahmen von Sanierungsarbeiten wurde die neugotische Innenausmalung 1991 anhand alter Bilder und Zeichnungen wiederhergestellt. 1998 wurde eine neue Orgel eingeweiht, finanziert von der Pfarrgemeinde St. Barbara Lahnstein und dem Förderkreis Allerheiligenberg.
Bereits 1690 errichtete an dieser Stelle der Frühmesser Johann Philipp Trarbach eine Kapelle mit Eremitage zu Ehren der Allerheiligsten Dreifaltigkeit, der Muttergottes und aller Heiligen. Beginnend am alten Friedhof in Niederlahnstein schuf man in den Jahren 1854 bis 1886 einen 1200 m langen Wallfahrtsweg auf den Allerheiligenberg hinauf. Am Weg stehen noch heute einige Rosenkranz-Kapellchen.
1919 zogen die ersten Patres von der Missionsgesellschaft der Hünfelder Oblaten in die inzwischen als Gasthaus genutzte Eremitage ein. Wegen des schlechten Zustandes der Gebäude wurde 1923 unter Einbeziehung der alten Kapelle ein Neubau errichtet. Diese Kapelle wurde nun als Hauskapelle der Kommunität genutzt. Von 1919 bis zum Herbst 2012 oblag die seelsorgerische Betreuung der Kapelle den Oblatenmissionaren des Klosters Allerheiligenberg. Gegründet wurde der Orden von dem heiligen Eugen von Mazenod 1816 in Aix-en-Provence, von dem ein Bildnis und eine Reliquie in der Kapelle bewahrt werden. Das Kloster wurde zuletzt seit 2002 vom Orden als Ausbildungsstätte für den eigenen Priesternachwuchs genutzt, deren letzte Ausbildungsperiode im Sommer 2012 endete.

## Ausstattung
- Feldkreuz aus rotem Sandstein, wahrscheinlich das ehemalige Gipfelkreuz der früher Kreuzberg genannten Kuppe
- An der Ostseite befindet sich neben einem Doppelportal eine Außenkanzel sowie ein Sandsteinrelief des Erzengels Michael.
- Das Bildnis des Hochaltars von Caspar Weis aus dem Jahr 1903 zeigt Maria mit dem Jesuskind auf dem Schoß, einen Rosenkranz dem heiligen Dominikus überreichend.
- Über der Pietà aus dem ehemaligen Altar für die Gefallenen des Ersten Weltkrieges von Caspar Weis befindet sich das einzige, noch original erhaltene Fenster.
- Im Chor hängt das aus der alten Kapelle stammende, barocke Gnadenbild der Madonna im Rosenkranz. Auf der Vorderseite ist Maria mit dem Jesuskind abgebildet, auf der Rückseite die unbefleckte Empfängnis.
- Die Glocke stammt ursprünglich aus der St. Martin-Kirche in Oberlahnstein. Sie musste wegen starker Beschädigungen 1948 eingeschmolzen werden und wurde von August Mark aus Brockscheid (Eifel) neu gegossen. Die Glocke wiegt 600 kg, hat einen Durchmesser von 96 cm und ist auf den Ton as gestimmt.

## Galerie

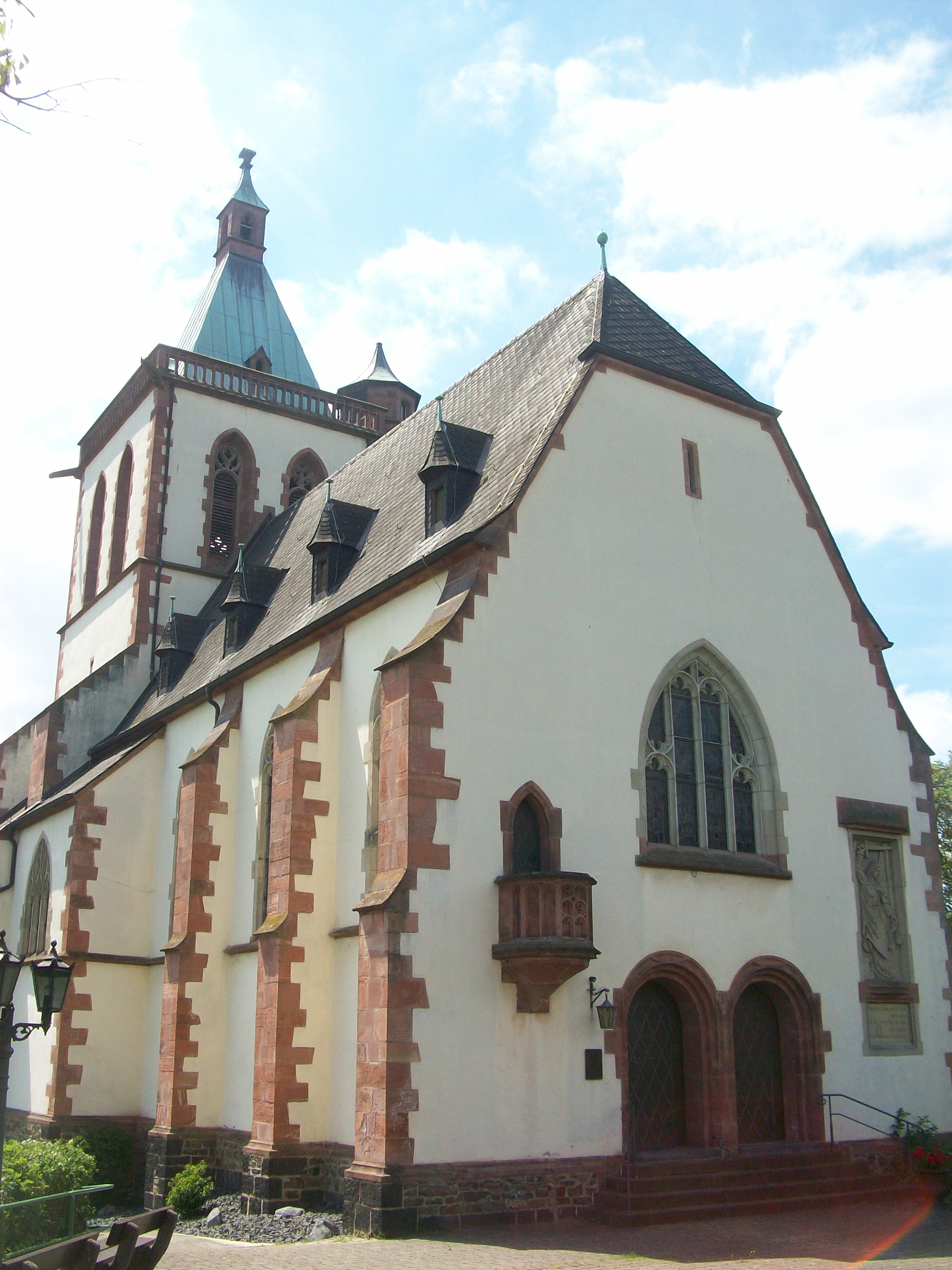
Portalansicht
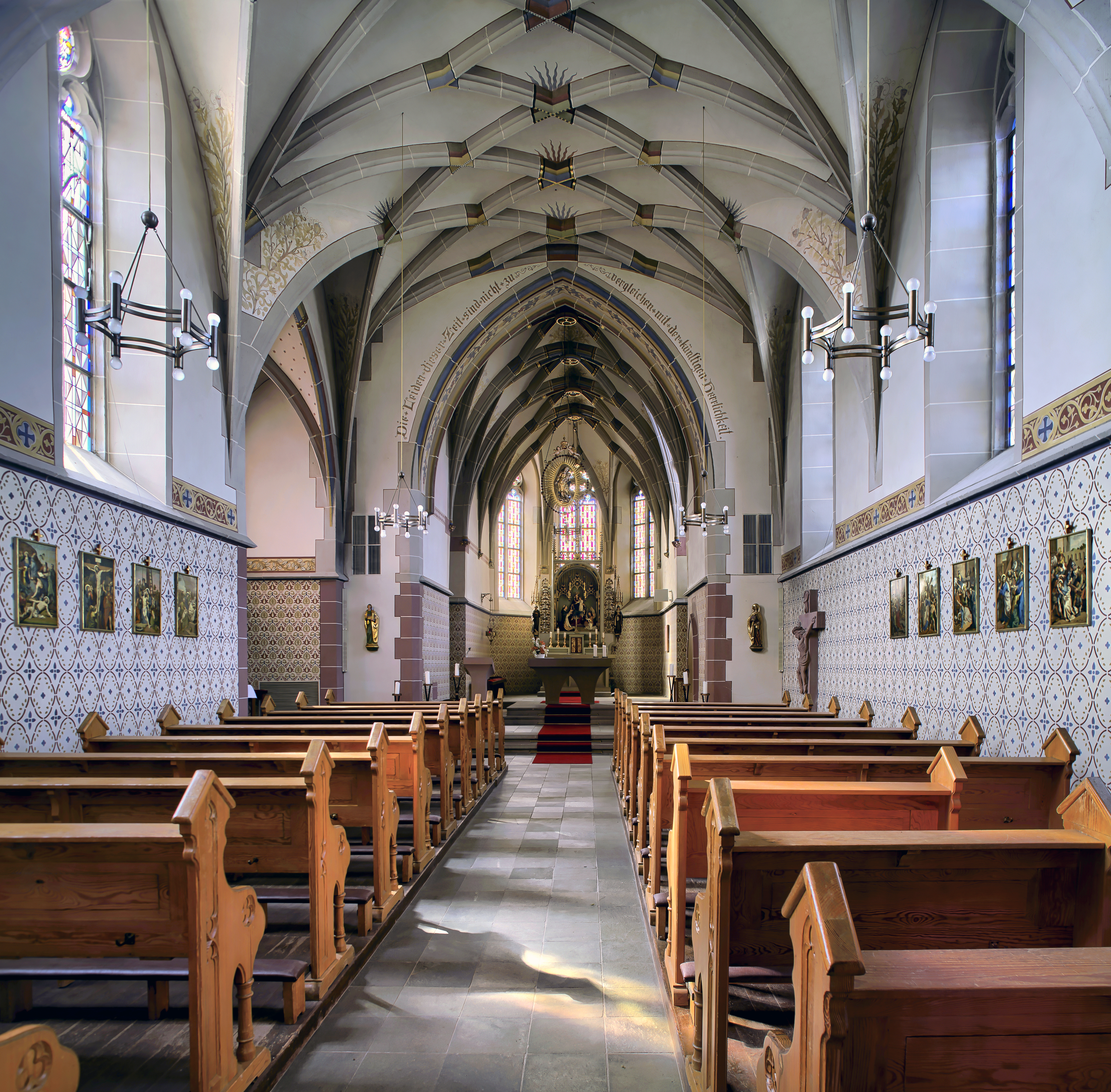
Innenansicht
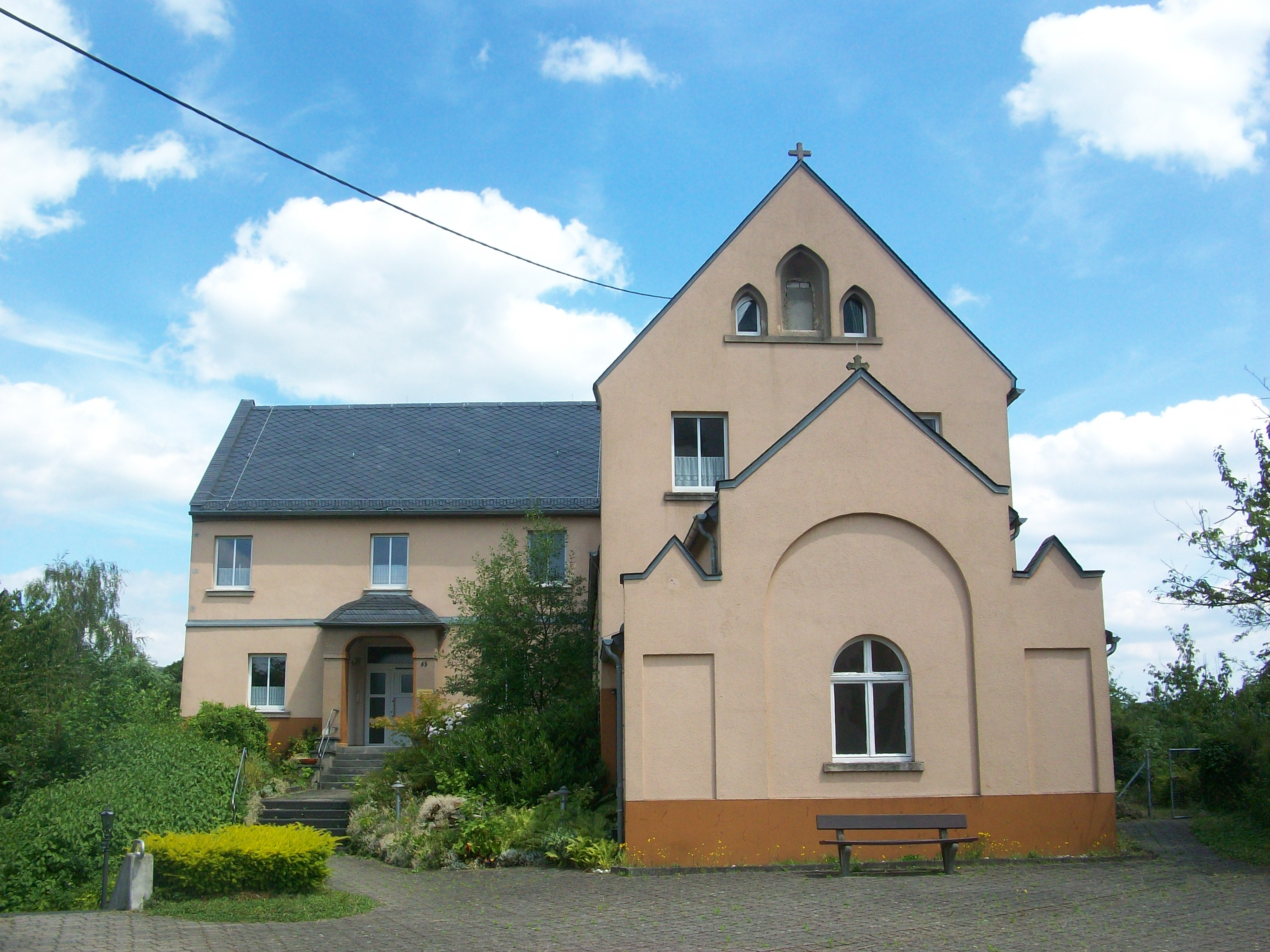
Ehemaliges Kloster

## Denkmalschutz
Die Allerheiligenbergkapelle ist ein geschütztes Kulturdenkmal nach dem Denkmalschutzgesetz (DSchG) und in der Denkmalliste des Landes Rheinland-Pfalz eingetragen. Es liegt Am Allerheiligenberg.
Seit 2002 ist die Allerheiligenbergkapelle Teil des UNESCO-Welterbes Oberes Mittelrheintal.

## Sonstiges
Die Kapelle auf dem Allerheiligenberg liegt unmittelbar an dem Fernwanderweg Rheinsteig. Man hat von der Höhe einen schönen Ausblick zur gegenüber liegenden Burg Lahneck sowie ins Lahn- und Rheintal.